# Pat Finucane
Patrick Finucane, més conegut com a Pat Finucane, (Belfast, 21 de març de 1949 - Belfast, 12 de febrer de 1989), va ser un advocat criminalista nord-irlandès. Finucane va guanyar protagonisme pel seu treball desafiant el govern britànic en diversos casos sobre Drets Humans durant la dècada de 1980. Va ser assassinat per paramilitars lleialistes de l'Associació de Defensa de l'Ulster (UDA), presumptament actuant en connivència amb els serveis de seguretat britànics. El 2011, el primer ministre britànic David Cameron es va reunir amb la família de Pat Finucane i va indicar que era probable que hi hagués connivència, tot i que encara no s'ha processat cap membre dels serveis de seguretat britànics.
L'assassinat de Finucane va ser un dels més controvertits del conflicte nord-irlandès. Li van disparar catorze vegades mentre estava assegut menjant a la seva casa de Belfast, amb els seus tres fills i la seva dona, que també va resultar ferida durant l'atac. El setembre de 2004, un membre de l'UDA que en el moment de l'assassinat era informant de la Royal Ulster Constabulary (RUC), Ken Barrett, es va declarar culpable de l'assassinat.
Després d’una important pressió internacional, el Govern britànic va anunciar finalment una investigació pública, fruit d'un acord fet entre els governs britànic i irlandès a Weston Park el 2001. L'acord suposava nomenar un jutge internacional que revisés el cas de Finucane i, si es trobaven proves de connivència, es recomanaria una investigació pública. El govern britànic va renunciar a aquesta promesa a la família de Finucane després que el jutge internacional trobés proves de connivència.
Dues investigacions públiques van concloure que elements de les forces de seguretat britàniques van col·laborar en l'assassinat de Finucane, i va haver peticions per a una investigació oficial. Tanmateix l'octubre de 2011 es va anunciar que una investigació pública prevista seria substituïda per una revisió menys àmplia. Aquesta revisió, dirigida per Desmond Lorenz de Silva, va publicar un informe el desembre de 2012 en què es reconeixia que el cas comportava "un fracàs intencionat i abjecte per part dels governs successius". La família de Finucane va titllar de "farsa" l'informe De Silva. El febrer de 2019, el Tribunal Suprem del Regne Unit va dictaminar que el Regne Unit havia infringit l’article 2 de la Convenció Europea de Drets Humans. El 30 de novembre de 2020, el secretari d’Irlanda del Nord, Brandon Lewis, va rebutjar les sol·licituds d'obrir una investigació pública.

## Origen
Pat Finucane va néixer a Belfast en el si d'una família catòlica de Falls Road, essent el gran de vuit germans (set nens i una nena). Va estudiar al St Mary’s Christian Brothers, al St Malachy's College de Belfast, i es va graduar al Trinity College l'any 1973. L'agost de 1969 la família Finucane havia estat expulsada de la seva casa a Percy Street (entre Shankill i Falls) per lleialistes. El 1970 Pat Finucane es va casar amb Geraldine; van tenir un fill i dues filles. Tres dels germans de Finucane van ser militants actius del republicanisme irlandès, tot i que la vídua de Finucane va afirmar que va intentar persuadir-los repetidament perquè continuessin la seva formació i que no s'unissin a l'IRA. El seu germà John, membre de l'IRA i antic pres, va morir en un accident de cotxe el juny de 1972. Dos altres germans van ser empresonats per activitats relacionades amb l'IRA. Seamus Finucane va ser empresonat el 1977 després de ser detingut mentre cremava una botiga de mobles (amb Bobby Sands i Joe McDonnell). Dermot Finucane va ser detingut l’agost de 1981, i condemnat a divuit anys de presó. Va escapar de la presó de Maze el 25 de setembre de 1985; després de la seva detenció a la República d'Irlanda el 1987, va evitar ser extradit a Irlanda del Nord gràcies a la defensa de Pat Finucane.

## Advocat
Finucane va ser aprenent al bufet d'advocats d'Oliver Kelly, a Belfast. Va formar el seu propi despatx amb Peter Madden el 1979, començant a defensar els detinguts sota la legislació d'emergència, i investigant les denúncies contra la policia. La figura de Finucane va començar a tenir repercussió pública quan va convertir-se en representant legal de Bobby Sands i els altres presos de la vaga de fam del 1981. Sectors lleialistes el van acusar de treballar per l'IRA per transmetre missatges entre els detinguts i els seus còmplices, fent un ús indegut de la seva posició, acusacions que han estat negades pels seus famliars i fonts republicanes.Altres casos que va defensar van ser el de la vídua de Gervaise McKerr, un dels tres homes morts a trets per la RUC en un incident del 1982, o Pat McGeown, que el 1988 que va ser acusat en relació amb els fets coneguts com l'assassinat dels caporals.

## Assassinat
Finucane va ser assassinat a trets a casa seva a Fort William Drive, al nord de Belfast, per Ken Barrett i un altre home emmascarat, mitjançant una pistola Browning Hi-Power de 9mm i un revòlver del .38, respectivament.. Va rebre 14 trets. Els dos homes armats van esbotzar la porta amb un mall, i van entrar a la cuina on Finucane menjava amb la família. Immediatament li van disparar dos trets, fent-lo caure a terra. Sobre ell, i apuntant a la seva cara, li va disparar dotze, a molt propera distància.
La dona de Finucane, Geraldine, va patir lleugeres ferides durant l'atac, que d'altra banda va ser presenciat pels seus tres fills que es van refugiar sota la taula. La RUC va iniciar immediatament una investigació sobre l'assassinat. L'oficial de la Policia judicial va ser l'agent Alan Simpson, amb despatx a la Divisió D de la RUC d'Antrim Road. La investigació de Simpson va durar sis setmanes, i més tard va afirmar que des del principi les altres agències que investigaven el cas van donar mostra de molt poca intel·ligència. Diversos grups de defensa dels drets humans van manifestar àmplies sospites que l'assassinat havia estat perpetrat en complicitat amb oficials de la RUC i, el 2003, les investigacions dutes a terme per Stevens, comissari del Govern britànic, van concluir que l'assassinat va ser dut a terme amb la col·laboració de la policia a Irlanda del Nord.
L'Associació de Defensa de l'Ulster (UDA), de manera conjunta amb la seva branca violenta Combatents per la Llibertat de l'Ulster (UFF), van anunciar que havien matat l'advocat perquè era un oficial d'alt rang dins l'IRA. Les indagacions de la policia no va trobar cap evidència de tal fet. Finucane va representar a republicans en molts casos notoris, però també va treballar per a alguns lleialistes. Diversos membres de la seva família tenien vincles amb els republicans, però la mateixa família va negar rotundament que Finucane fos membre de l'IRA. L'informador infiltrat a l'IRA Sean O'Callaghan va afirmar que Finuncane n'era membre, i que va assistir a una reunió financera de l'IRA, celebrada el 1980 a Letterkenny, on hi haurien estat presents Finucane i Gerry Adams. No obstant això, tant Finucane com Adams repetidament van negar en tot moment la seva pertinença a l'IRA. En el cas de Finucane, tant la RUC com l'Informe Stevens van concloure que no era membre de l'IRA. Els republicans van criticar durament les paraules d'O'Callaghan (tant en el seu llibre L'informador com en diversos articles a diaris). Fonts republicanes va dir que O'Callaghan "... s'ha vist obligat a exagerar la seva antiga importància en l'IRA i a llançar extravagants acusacions en contra d'altres republicans".

## Investigacions
El 1999, la tercera investigació de John Stevens pel que fa a l'al·legat de col·laboració entre les forces de seguretat i els paramilitars lleialistes, va concloure que va existir aquesta complicitat en els assassinats de Finucane i Brian Adam Lambert. Com a resultat de les investigacions, William Stobie (agent de la Special Branch' de la RUC i de l'UDA) va ser posteriorment acusat de facilitar una de les pistoles usades per matar Finucane, però el seu judici es va enfonsar quan va assegurar que ell havia informat convenientment sobre aquests fets als seus responsables de la RUC. L'arma pertanyia a l'UDA, organització que en aquell moment era legal d'acord a la llei britànica. Un altre dels sospitosos, Brian Nelson, era membre de la Unitat d'Investigació de les Forces Armades. Havia proporcionat informació sobre la localització de Finucane, i va confessar també haver alertat als seus superiors sobre el pla per matar-lo.
L'any 2000, Amnistia Internacional va demanar a l'aleshores secretari d'Estat d'Irlanda de Nord, Peter Mandelson, que obrís una investigació pública per aclarir els esdeveniments al voltant de la seva mort. L'any següent, i com a resultat de les converses de Weston Park, un jutge canadenc retirat, Peter Cory, va ser designat pels governs britànic i irlandès per investigar les acusacions de col·laboració entre la RUC, les forces armades britàniques i la Garda Síochána per matar a Finucane, Robert Hamill i altres víctimes del conflicte nord.irlandès. Cory es va pronunciar a l'abril de 2004, i va recomanar que es fes una investigació pública incloent el cas de Finucane.
Ken Barrett, un antic policia, va declarar-se culpable de l'assassinat de Finucane l'any 2004. Se'l va condemnar després que sortís a la llum una confessió enregistrada per la policia que havia estat extraviada des de 1991. El juny de 2005, el que era Taoiseach irlandès Bertie Ahern, li va confessar a l'enviat especial de Govern dels Estats Units a Irlanda de Nord que "tothom sabia" que el govern del Regne Unit estava embolicat en el assassinat de Pat Finucane.
El Govern britànic va anunciar una investigació pública el 2007, però amparat en l'anomenada 2005 Inquiries Act, que li atorgava potestat per evadir l'escrutini de les accions dutes a terme per part de l'Estat. La família de Finucane va criticar aquesta decisió i va anunciar que no hi contribuirïa. El jutge Peter Cory també va criticar durament aquesta llei. Amnistia Internacional va reiterar la necessitat d'una investigació independent, demanant als magistrats que no participessin sota el decret de 2005. Geraldine, vídua de Pat Finucane, va escriure nombroses cartes als jutges més prominents de la Gran Bretanya insistint en la seva petició, així com una campanya publicitària al diari The Times per captar l'atenció sobre aquest assumpte. El juny de 2007, es va comunicar que cap policia ni militar serien acusats d'estar relacionats amb la mort de Finucane.
L'11 d'octubre de 2011, diversos membres de la família Finucane es van reunir amb el primer ministre David Cameron a Downing Street. Cameron els va oferir una disculpa oficial per la complicitat de l'Estat en la mort de Pat Finucane. Després de la reunió, Michael, fill de Finucane, va confessar que ell i la seva família van quedar "vertaderament estupefactes" quan van conèixer que la recomanació de Cory de dur a terme una investigació pública, havent estat acceptada per Tony Blair, va acabar sent desatesa, i que en comptes d'això es realitzaria una revisió dels arxius de Stevens i Cory.22 La vídua de Finucane va descriure la proposta com "poc menys que un insult ... una lamentable alternativa a mitges tintes davant una veritable investigació pública".23 a l' dia següent, va ser el secretari de l'Estat d'Irlanda de Nord, Owen Paterson, el que va donar la disculpa oficial de manera pública a la Cambra dels Comuns.24

### Informe De Silva
El 12 de desembre de 2012 el Govern va publicar l'Informe Pat Finucane, els resultats de la investigació conduïda per Desmond de Silva. Documentava l'àmplia evidència de la col·laboració de l'Estat amb els lleialistes armats, incloent la selecció d'objectius, i concloent que "hi ha hagut un obstinat i menyspreable fracàs dels successius governs per a proporcionar una política clara i el marc legal necessari perquè les operacions dels agents encarregats del cas es desenvolupin dins de la llei".
El primer ministre David Cameron va reconèixer uns esgarrifosos "nivells de complicitat" i va disculpar-se. No obstant això, la família de Finucane va denunciar l'informe com una "farsa" i una "supressió de la veritat". El maig de 2013, documents estatals de 2011 desclassificats, van revelar que l'exdirector de seguretat i intel·ligència de David Cameron, Ciarán Martin, l'havia advertit que diversos membres destacats del govern de Margaret Thatcher podien haver estat a la diana "d'un problema sistèmic amb els agents lleialistes", en el moment en què va morir Pat Finucane.

### 2015-2020
A finals del 2015, tres antics oficials de la RUC, Trevor McIlwrath, Johnston Brown i Alan Simpson, van presentar una demanda al High Court de Belfast contra el Servei de Policia d'Irlanda del Nord (PSNI), al·legant que, per tal d'encobrir una conspiració, el PSNI va obstaculitzar la seva investigació sobre l'assassinat violant el Conveni europeu de drets humans. La demanda al·legava que un alt funcionari de la RUC va dir a Simpson, que va dirigir la investigació, que no s'impliqués "massa profundament en aquesta". Simpson va al·legar, a més, que l'informe De Silva va revelar que un alt funcionari de l'anomenada Special Branch havia omès informació rellevant.
El febrer de 2019, el Tribunal Suprem del Regne Unit va dictaminar un acord amb la família Finucane, considerant per unanimitat que el Regne Unit no havia complert l’article 2 de la Convenció Europea de Drets Humans, que entre altres coses obliga els signataris a investigar adequadament les morts causades per l’Estat. El 12 d'octubre de 2020, el secretari d'Irlanda del Nord, Brandon Lewis, es va comprometre a prendre una decisió el 30 de novembre de 2020, o abans, sobre si es duria a terme una investigació pública sobre l'assassinat. El Partit Laborista britànic va instar el Govern a "actuar sense demora" en la creació d'una "investigació pública independent". El 26 de novembre de 2020, 24 membres del Congrés dels Estats Units van instar el govern de Boris Johnson a iniciar una investigació pública sobre l’assassinat de Pat Finucane.
El 30 de novembre de 2020, el secretari d’Irlanda del Nord, Brandon Lewis, va rebutjar les sol·licituds d’investigació pública. En una carta conjunta signada per representants del Sinn Féin, el Partit Socialdemòcrata i Laborista (SDLP), l'Alliance Party (APNI) i el Partit Verd d'Irlanda del Nord, van qualificar la decisió "d'insult per la família Finucane".

## Pòstumament
El despatx de Finucane, Madden & Finucane, dirigit per Peter Madden, continua actuant en favor d'aquells considerats víctimes d'abusos per part de l'Estat, o els seus familiars supervivents. El Centre Pat Finucane (PFC), nomenat en el seu honor, és una entitat dedicada als drets humans que actua com a lobby a Irlanda de Nord. Es dedica principalment a casos de nacionalistes i republicans, erigint-se al voltant d'uns valors basats en la no violència i la forta convicció que el conflicte a Irlanda del Nord ve donat, en la seva essència, per la incapacitat de Govern de sostenir l'article 7 de la Declaració universal dels Drets Humans, que declara la igualtat davant la llei.